# Венглиська (Підкарпатське воєводство)
Венглиська (пол. Węgliska) — село в Польщі, у гміні Ракшава Ланьцутського повіту Підкарпатського воєводства.
Населення — 468 осіб (2011).
У 1975-1998 роках село належало до Ряшівського воєводства.

## Демографія
Демографічна структура станом на 31 березня 2011 року:
|          | Загалом | Допрацездатний вік | Працездатний вік | Постпрацездатний вік |
| -------- | ------- | ------------------ | ---------------- | -------------------- |
| Чоловіки | 228     | 64                 | 139              | 25                   |
| Жінки    | 240     | 62                 | 132              | 46                   |
| Разом    | 468     | 126                | 271              | 71                   |